# Tempête tropicale Dean (2001)
Pour les articles homonymes, voir Cyclone tropical Dean.
La  tempête tropicale Dean  est le cinquième cyclone tropical et la quatrième tempête tropicale de la Saison cyclonique 2001 dans l'océan Atlantique nord.
Dean se forme dans les environs des Grandes Antilles, non sans affecter Porto Rico et les Îles Vierges des États-Unis, mais il se dissipe rapidement, avant de se reformer et d'atteindre son pic d'intensité au large de la Nouvelle-Écosse.

## Évolution météorologique

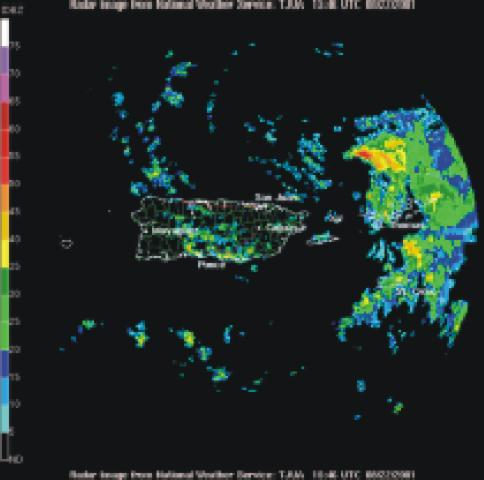
Une image radar de Dean, le 22 août. Une courbure cyclonique des zones de fortes réflectivités (en rouge et jaune) est mise en évidence.

Une vigoureuse onde tropicale quitte Dakar dans la nuit du 15 août. Elle traverse l'Atlantique en direction de l'ouest, dans le flux des alizés. Elle est bien structurée, et au vu de son développement, une reconnaissance aérienne est envoyée le 21 août, mais aucune circulation fermée de surface n'est trouvée. Cette onde traverse la portion nord de l'arc des Petites Antilles dans la journée du 21 et 22 août. L'onde soutenait déjà des vents de la force d'une tempête tropicale, ce qui est courant pour de fortes ondes tropicales. C'est le lendemain 22 août à 12 h UTC qu'une circulation de surface est trouvée, à l'aide des images satellites, et de l'image radar. Opérationnellement, le National Hurricane Center attend le passage d'une reconnaissance aérienne plus tard dans la journée pour reconnaître la formation de Dean. L'onde devient ainsi la tempête tropicale Dean. Bien que la plupart du temps, les tempêtes tropicales sont issus du renforcement d'une dépression tropicale, il n'est pas inhabituel de voir des cyclones tropicaux passer cette étape de la dépression tropicale.
Le déplacement de Dean se poursuit alors vers l'est-nord-est, sur le flanc de l'anticyclone des Bermudes. Le flux de basse altitude est alors extrêmement rapide, et cisaille Dean. Le centre de bas niveau est poussé vers l'ouest ou le nord de la convection, et reste partiellement exposé. En altitude, un creux barométrique d'altitude étouffe Dean. Dans ces conditions de cisaillement très important, il est noté que les vents forts de Dean, et donc son statut de tempête tropicale, sont plus dus à sa vitesse de déplacement rapide. Il peut être souligné que des vents soutenus à 93 km/h sont très élevés par rapport à une pression de 1 010 hPa. Finalement, Dean s'ouvre en onde tropicale le 23 septembre à 18 h UTC, après avoir résisté 30 h.
Se déplaçant rapidement vers le nord, la dépression résiduelle se déplace en périphérie d'un creux barométrique profond au large de la côte est des États-Unis. Une reconnaissance aérienne est envoyée le 24 août, et trouve une large zone de basse pression. Il apparait même que la dépression a alors quelques caractéristiques non tropicales. Elle développe cependant à nouveau de la convection à partir du 25 août. Le 26 août, à 18 h UTC, elle est reclassifiée en dépression tropicale, puis tempête tropicale le 27 août à 0 h UTC. Poursuivant son intensification, Dean atteint son pic le 27 août à 18 h UTC, où il est alors proche du statut d'ouragan. Dean présente notamment un œil avec des bandes internes. Dean est alors en train d'être repris dans la circulation d'ouest des latitudes moyennes, et sa trajectoire s'oriente au nord est. Continuant à gagner de la latitude, il rencontre le 28 août des eaux extrêmement froides pour un cyclone tropical à environ 20 °C. Cependant, à la suite du phénomène de persistance, il soutient encore son intensité maximale le 28 à 0 h UTC, et entame une transition extra tropicale rapide qui s'achève 18 h plus tard, le 22 août à 18 h UTC. La dépression résiduelle est absorbée 24 h plus tard par un complexe dépressionnaire sur l'est du Canada

## Impacts
Le centre de Dean ne passe pas directement au-dessus des îles des Grandes Antilles. Sa circulation cyclonique touche néanmoins Porto Rico et les Îles Vierges des États-Unis. Ainsi, 323 mm de pluie sont enregistrés à Salinas, sur Porto Rico.